# Буримость горной породы
Буримость горной породы — способность горной породы сопротивляться проникновению в неё бурового инструмента, или интенсивность образования в породе шпура (скважины) под действием усилий, возникающих при бурении. Буримость породы характеризуют скорость бурения (мм/мин), реже — продолжительность бурения 1 м шпура (мин/м).
В настоящее время известно большое число классификаций горных пород по буримости (шкала Союзвзрывпрома, Единая шкала буримости, шкала Министерства геологии СССР, шкала Главзолота и др.) Все они связаны друг с другом и с коэффициентами крепости пород по шкале проф. М. М. Протодьяконова приближёнными корреляционными связями.